# Casa de Filme 4
Casa de Filme nr. 4, menționată uneori sub denumirea Casa de Filme 4 sau Casa de Filme Patru, a fost un studio românesc de film specializat în general în realizarea de adaptări literare.
El a produs până în 1980 un număr de 31 de filme, clasându-se pe locul 2 între cele patru studiouri românești de film care au funcționat în anii 1970-1980, în urma Casei de Filme 5 (41 de filme), dar înaintea Casei de Filme 3 (26 de filme) și Casei de Filme 1 (24 de filme).
Casa de Film 4 a fost condusă de directorii Corneliu Leu (1972-1981), Vasilica Istrate (1981-1984) și Radu Stegăroiu (1984-1989).

## Filme realizate (selecție)
Filme în ordine cronologică realizate de Casa de Filme 4: 
- Porțile albastre ale orașului (1974)
- Tatăl risipitor (1974)
- Agentul straniu (1974)
- Actorul și sălbaticii (1975)
- Cercul magic (1975)
- Casa de la miezul nopții (1976)
- Ultima noapte a singurătății (1976)
- Roșcovanul (1976)
- Urgia (1978)
- E-atît de-aproape fericirea (1978)
- Mînia (1978)
- Rătăcire (1978)
- Drumuri în cumpănă (1979)
- Nea Mărin miliardar (1979)
- Ultima frontieră a morții (1979)
- Ora zero (1979)
- Bietul Ioanide (1980)
- Rețeaua S (1980)
- Al treilea salt mortal (1980)
- Am fost șaisprezece (1980)
- Ancheta (1980)
- Castelul din Carpați (1981)
- Punga cu libelule (1981)
- Probleme personale (1981)
- Am o idee!... (1981)
- Non-stop (1982)
- Orgolii (1982)
- Așteptînd un tren (1982)
- Secvențe... (1982)
- Năpasta (1982)
- Buletin de București (1983)
- Baloane de curcubeu (1983)
- O lebădă iarna (1983)
- Acțiunea „Zuzuc” (1984)
- Mitică Popescu (1984)
- Fapt divers (1985)
- Adela (1985)
- Bătălia din umbră (1986)
- Liceenii (1986)
- Punct... și de la capăt (1987)
- Pădureanca (1987)
- Vulcanul stins (1987)
- François Villon – Poetul vagabond (1987)
- Extemporal la dirigenție (1988)
- Umbrele soarelui (1988)
- Duminică în familie (1988)
- Flăcări pe comori (1988)
- Rochia albă de dantelă (1988)
- Vacanța cea mare (1988)
- Fără lumini de poziție (1989)
- Kilometrul 36 (1989)
- Noiembrie, ultimul bal (1989)
- Secretul armei... secrete! (1989)
- Cei care plătesc cu viața (1989)
- Rochia albă de dantelă (1989)
- Cenușa păsării din vis (1990)
- Cine are dreptate? (1990)
- Un bulgăre de humă (1990)